# Verchnjaja Pysjma
Verchnjaja Pysjma (Russisch: Ве́рхняя Пышма́) is een Russische stad in de Oblast Sverdlovsk op de oostelijke hellingen van de Centrale Oeral aan de bovenloop van de rivier Pysjma (rechter zijrivier van de Toera, stroomgebied van de Ob) op 15 kilometer ten noorden van Jekaterinenburg. Onder het bestuur van de stad valt ook de stad Sredneoeralsk.

## Geschiedenis
De plaats ontstond in 1660 als selo Pysjminskoje. In 1854 werd een koperertslaag ontgonnen en in 1856 werd een kopermijn geopend. Rond deze Ivanovomijn ontstond het dorpje Medny Roednik ("kopermijn"). In 1946 kreeg de plaats de status van stad onder oblastjurisdictie en werd hernoemd tot Verchnjaja Pysjma ("boven de Pysjma"). De naam Verchnjaja duidt op de aanwezigheid van het vroegere fort (nu Pysjma). Niet duidelijk is waar het hydroniem "Pysjma" vandaan komt.

## Economie
Het belangrijkste bedrijf van de stad is het Mijnbouw-Metallurgisch bedrijf van de Oeral (UGMK), waarvan het bedrijf Oeralelektromed een van de belangrijkste onderdelen vormt. Hier wordt onder andere koper gewonnen en verwerkt tot eindproducten. UGMK is de tweede koperproducent van Rusland. Daarnaast is er een bedrijf dat chemische reagentia produceert.

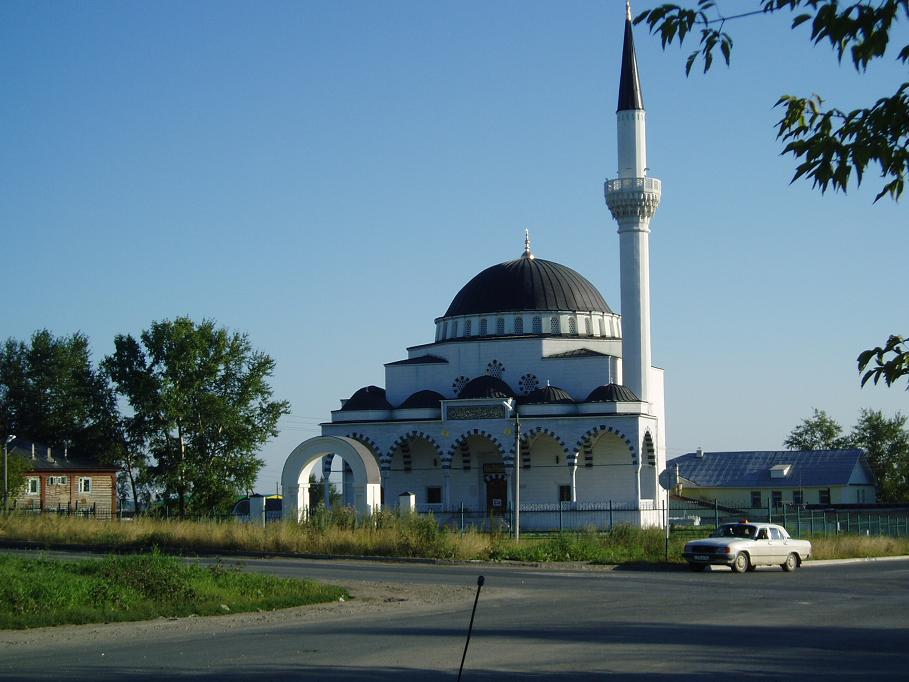
De koperen Ismail al-Buchari-moskee in Verchnjaja Pysjma

## Demografie
| Jaar      | 1959   | 1970   | 1979   | 1989   | 2002   |
| Bevolking | 30.400 | 37.800 | 42.700 | 53.300 | 58.000 |

## Geboren
- Aleksej Tsatevitsj (1989-2024), wielrenner